# 新米科拉伊夫卡 (巴爾溫科韋市鎮)
49°4′49″N 36°46′35″E / 49.08028°N 36.77639°E
新米科拉伊夫卡（烏克蘭語：Нова Миколаївка）是位於烏克蘭東部的村莊，由哈爾科夫州伊久姆區的巴爾溫科韋市鎮負責管轄。該村處於布里泰河右岸，距離梅切比洛韋2公里，始建於1927年，面積2.42平方公里，海拔高度77米，2001年人口760。